# Kosor, Podgorica
Kosor este un sat din municipiul Podgorica, Muntenegru. Conform datelor de la recensământul din 2003, localitatea are 70 de locuitori (la recensământul din 1991 erau 106 locuitori).

## Demografie
În satul Kosor locuiesc 61 de persoane adulte, iar vârsta medie a populației este de 48,4 de ani (43,7 la bărbați și 52,7 la femei). În localitate sunt 23 de gospodării, iar numărul mediu de membri în gospodărie este de 3,04.
Această localitate este populată majoritar de sârbi (conform recensământului din 2003).
|  |

| Demografie | Demografie | Demografie |
| An         | Locuitori  | Locuitori  |
| ---------- | ---------- | ---------- |
|            |            |            |
|            |            |            |
|            |            |            |
|            |            |            |
| 1948       | 285        |            |
| 1953       | 273        |            |
| 1961       | 270        |            |
| 1971       | 197        |            |
| 1981       | 170        |            |
| 1991       | 106        | 102        |
| 2003       | 72         | 70         |

| \| Componența etnică conform recensământului din 2003[2] \| Componența etnică conform recensământului din 2003[2] \| Componența etnică conform recensământului din 2003[2] \| Componența etnică conform recensământului din 2003[2] \| Componența etnică conform recensământului din 2003[2] \| \| ----------------------------------------------------- \| ----------------------------------------------------- \| ----------------------------------------------------- \| ----------------------------------------------------- \| ----------------------------------------------------- \| \| \| \| \| \| \| \| Sârbi \| Sârbi \| \| 57 \| 81,42% \| \| Muntenegreni \| Muntenegreni \| \| 13 \| 18,57% \| \| necunoscută \| necunoscută \| \| 0 \| 0% \| |              |  |    |        |
| Componența etnică conform recensământului din 2003 |              |  |    |        |
| |              |  |    |        |
| Sârbi | Sârbi        |  | 57 | 81,42% |
| Muntenegreni | Muntenegreni |  | 13 | 18,57% |
| necunoscută | necunoscută  |  | 0  | 0%     |